# جمعية مرشدات سانت كيتس ونيفيس
جمعية مرشدات سانت كيتس ونيفيس هي المنظمة الإرشادية الوطنية في سانت كيتس ونيفيس. تأسست هذه المنظمة في عام 1931 وأصبحت عضوا منتسبا في الرابطة العالمية للمرشدات وفتيات الكشافة في عام 1993. المنظمة للفتيات فقط وتضم 290 عضوة (اعتبارا من عام 2008).